# تاريخ متلازمة توريت
متلازمة توريت اضطراب عصبي وراثي يبدأ في الطفولة أو المراهقة، ويتميز بوجود عرات (نفضات) جسدية (حركية) متعددة وعرة صوتية واحدة على الأقل.
أكتسبت المتلازمة اسمها من قبل جان مارتن شاركو (1825-1893) نسبةً إلى تلميذه، جورج ألبرت إدوارد بروتوس جيل دو لا توريت (1859-1904)، وهو طبيب وأخصائي أعصاب فرنسي، نشر تقريرًا عن تسعة مرضى مصابين بمتلازمة توريت في عام 1885. ظهرت إمكانية أن يكون لاضطرابات الحركة، بما في ذلك متلازمة توريت، أصل عضوي عندما أدى وباء التهاب الدماغ من عام 1918 حتى عام 1926 إلى انتشار وباء اضطرابات النفضات اللاإرادية. قدمت الأبحاث في عام 1972 الفرضية القائلة إن متلازمة توريت اضطراب عصبي وليس نفسي. منذ تسعينيات القرن العشرين، برزت وجهة نظر أكثر حيادية حول متلازمة توريت، إذ تبين أن الضعف البيولوجي والأحداث البيئية الضائرة تتفاعل مع بعضها.
أدت النتائج منذ عام 1999 إلى تطوير المعلومات حول متلازمة توريت في مجالات علم الوراثة وتصوير الأعصاب وعلم الفزيولوجيا العصبية وعلم الأمراض العصبية. تبقى التساؤلات موجودة حول أفضل السبل لتصنيف متلازمة توريت، ومدى ارتباطها باضطرابات الحركة أو الاضطرابات النفسية الأخرى. ما تزال البيانات الوبائية الدقيقة غير متوفرة، والعلاجات المتاحة ليست خالية من المخاطر وليست جيدة التحمل دائمًا.

## القرن الخامس عشر
يُعتقد أن العرض الأول لمتلازمة توريت كان في كتاب القرن الخامس عشر، ماليوس ميلفيكاروم (مطرقة الساحرات)، والذي يصف كاهنًا يُعتقد أن عراته اللاإرادية «مرتبطة باستحواذ الشيطان عليه».

## القرن التاسع عشر
أبلغ الطبيب الفرنسي، جان مارك غاسبار إيتارد، عن أول حالة لمتلازمة توريت في عام 1825، واصفًا السيدة المركيزة من عائلة دامبيير، امرأة معروفة من النبلاء في عصرها، والتي فُسرت نوباتها لاحقًا على أنها بذاء «أنه كان من الواضح وجود تناقض صارخ مع خلفية السيدة وفكرها وأخلاقها الرفيعة».

## القرن العشرين
ظهرت احتمالية أن يكون لاضطرابات الحركة، بما في ذلك متلازمة توريت، أصل عضوي عندما أدى وباء التهاب الدماغ من عام 1918 حتى عام 1926 إلى انتشار وباء اضطرابات النفضات اللاإرادية. كانت نظرية التحليل النفسي سائدة لدرجة زعمت أن المكون العضوي وحده لن يكون كافيًا لإحداث متلازمة توريت. في ذلك الوقت، اعتقد الأطباء النفسيون أن المرضى الذين يعانون من النفضات اللاإرادية يجب أن يكون لديهم أيضًا اضطرابات نفسية أو صراعات نفسية جنسية غير معالجة، وكان التدخل النفسي هو الطريقة المفضلة للعلاج. أُخبر المرضى وعائلاتهم أن الخلل النفسي لديهم هو المسؤول عن أعراضهم، ما زاد من العبء على المرضى وعائلاتهم. حتى أوائل سبعينيات القرن العشرين، كان التحليل النفسي هو التدخل المفضل لمتلازمة توريت.

## القرن الحادي والعشرين
أدت النتائج منذ عام 1999 إلى تطوير المعلومات حول متلازمة توريت في مجالات علم الوراثة وتصوير الأعصاب وعلم الفزيولوجيا العصبية وعلم الأمراض العصبية. تبقى التساؤلات حول أفضل السبل لتصنيف متلازمة توريت، ومدى ارتباطها باضطرابات الحركة أو الاضطرابات النفسية الأخرى. ما تزال البيانات الوبائية الدقيقة غير متوفرة، والعلاجات المتاحة ليست خالية من المخاطر وليست جيدة التحمل دائمًا. تستند جمعية متلازمة توريت الأمريكية إلى قاعدة بيانات سريرية قد تساعد في تحديد الجينات المشاركة في متلازمة توريت، وقد جمع الاتحاد الجيني الدولي قاعدة بيانات حول العائلات الكبيرة الممتدة للدراسات المستقبلية. تُستخدم تقنيات التصوير العصبي الجديدة لدراسة التعبير عن العرات اللاإرادية والعجز الوظيفي أو الإدراكي لدى مرضى متلازمة توريت. تحاول دراسات الفزيولوجيا العصبية وعلم الأمراض العصبي في توريت ربط أوجه القصور في متلازمة توريت بآليات دماغية محددة، واستفادت من بنك الدماغ الذي ترعاه جمعية متلازمة توريت الأمريكية. ركزت التجارب السريرية على فهم آلية تثبيط العرات اللاإرادية والمراضات المشتركة وأساليب العلاج الجديدة مثل ذيفان السجقية (ذيفان الوشيقية) والعلاجات السلوكية الموجهة. ما يزال الجدل قائمًا في مناطق التحفيز العميق للدماغ والباندز (اختلالات المناعة الذاتية النفسية والعصبية المصاحبة لعدوى البكتيريا الكروية السبحية في الأطفال).